# НХЛ у сезоні 1947—1948
НХЛ у сезоні 1947/1948 — 31-й регулярний чемпіонат НХЛ. Сезон стартував 15 жовтня 1947. Закінчився фінальним матчем Кубка Стенлі 14 квітня 1948 між Торонто Мейпл-Ліфс та Детройт Ред-Вінгс перемогою «Мейпл-Ліфс» 7:2 в матчі та 4:0 в серії. Це сьома перемога в Кубку Стенлі Торонто.

## Матч усіх зірок НХЛ
1-й матч усіх зірок НХЛ пройшов 13 жовтня 1947 року в Торонто: Торонто Мейпл-Ліфс — Усі зірки 3:4 (1:0, 2:2, 0:2).

## Підсумкова турнірна таблиця
| # | Команда            | І  | В  | П  | Н  | ШЗ  | ШП  | Очки |
| - | ------------------ | -- | -- | -- | -- | --- | --- | ---- |
| 1 | Торонто Мейпл-Ліфс | 60 | 32 | 15 | 13 | 182 | 143 | 77   |
| 2 | Детройт Ред-Вінгс  | 60 | 30 | 18 | 12 | 187 | 148 | 72   |
| 3 | Бостон Брюїнс      | 60 | 23 | 24 | 13 | 167 | 168 | 59   |
| 4 | Нью-Йорк Рейнджерс | 60 | 21 | 26 | 13 | 176 | 201 | 55   |
| 5 | Монреаль Канадієнс | 60 | 20 | 29 | 11 | 147 | 169 | 51   |
| 6 | Чикаго Блек Гокс   | 60 | 20 | 34 | 6  | 195 | 225 | 46   |

## Найкращі бомбардири
| Гравець        | Команда                              | І  | Г  | П  | О  |
| -------------- | ------------------------------------ | -- | -- | -- | -- |
| Елмер Лак      | Монреаль Канадієнс                   | 60 | 30 | 31 | 61 |
| Бадді О'Коннор | Нью-Йорк Рейнджерс                   | 60 | 24 | 36 | 60 |
| Даг Бентлі     | Чикаго Блек Гокс                     | 60 | 20 | 37 | 57 |
| Гей Стюарт     | Торонто Мейпл-Ліфс, Чикаго Блек Гокс | 61 | 27 | 29 | 56 |
| Макс Бентлі    | Чикаго Блек Гокс, Торонто Мейпл-Ліфс | 59 | 26 | 28 | 54 |
| Бад Пойль      | Торонто Мейпл-Ліфс, Чикаго Блек Гокс | 58 | 25 | 29 | 54 |
| Моріс Рішар    | Монреаль Канадієнс                   | 53 | 28 | 25 | 53 |
| Сіл Еппс       | Торонто Мейпл-Ліфс                   | 55 | 26 | 27 | 53 |
| Тед Ліндсей    | Детройт Ред-Вінгс                    | 60 | 33 | 19 | 52 |
| Рой Конахер    | Чикаго Блек Гокс                     | 52 | 22 | 27 | 49 |

## Плей-оф

### Півфінали
| - 24 березня. Бостон - Торонто 4:5 ОТ - 27 березня. Бостон - Торонто 3:5 - 30 березня. Торонто - Бостон 3:1 - 1 квітня. Торонто - Бостон 2:3 - 3 квітня. Бостон - Торонто 2:3 Серія: Торонто - Бостон 4-1 | - 24 березня. Нью-Йорк - Детройт 1:2 - 26 березня. Нью-Йорк - Детройт 2:5 - 28 березня. Детройт - Нью-Йорк 2:3 - 30 березня. Детройт - Нью-Йорк 1:3 - 1 квітня. Нью-Йорк - Детройт 1:3 - 4 квітня. Детройт - Нью-Йорк 4:2 Серія: Детройт - Нью-Йорк 4-2 |

### Фінал
- 7 квітня. Детройт - Торонто 3:5
- 10 квітня. Детройт - Торонто 2:4
- 11 квітня. Торонто - Детройт 2:0
- 14 квітня. Торонто - Детройт 7:2

Серія: Торонто - Детройт 4-0
Найкращий бомбардир плей-оф
| Гравець        | Клуб    | І | Г | П | О  |
| -------------- | ------- | - | - | - | -- |
| Теодор Кеннеді | Торонто | 9 | 8 | 6 | 14 |

## Призи та нагороди сезону
| Нагороди                 | Гравець        | Команда            |
| ------------------------ | -------------- | ------------------ |
| Пам'ятний трофей Колдера | Джим Макфедден | Детройт Ред-Вінгс  |
| Трофей Арта Росса        | Елмер Лак      | Монреаль Канадієнс |
| Пам'ятний трофей Гарта   | Бадді О'Коннор | Нью-Йорк Рейнджерс |
| Приз Леді Бінг           | Бадді О'Коннор | Нью-Йорк Рейнджерс |
| Трофей Везини            | Турк Брода     | Торонто Мейпл-Ліфс |

| Нагорода               | Клуб               |
| ---------------------- | ------------------ |
| Приз принца Уельського | Торонто Мейпл-Ліфс |
| Приз О'Брайна          | Детройт Ред-Вінгс  |
| Кубок Стенлі           | Торонто Мейпл-Ліфс |

## Команда всіх зірок
| Перша команда                   | Позиція              | Друга команда                      |
| ------------------------------- | -------------------- | ---------------------------------- |
| Турк Брода, Торонто Мейпл-Ліфс  | Воротар              | Френк Брімсек, Бостон Брюїнс       |
| Білл Квакенбуш, Бостон Брюїнс   | Захисник             | Кен Ріардон, Монреаль Канадієнс    |
| Джек Стюарт, Детройт Ред-Вінгс  | Захисник             | Ніл Колвілл, Нью-Йорк Рейнджерс    |
| Елмер Лак, Монреаль Канадієнс   | Центральний нападник | Бадді О'Коннор, Нью-Йорк Рейнджерс |
| Моріс Рішар, Монреаль Канадієнс | Правий нападник      | Бад Пойль, Чикаго Блек Гокс        |
| Тед Ліндсей, Детройт Ред-Вінгс  | Лівий нападник       | Гей Стюарт, Чикаго Блек Гокс       |

## Дебютанти сезону
- Ед Сендфорд, Бостон Брюїнс
- Пол Ронті, Бостон Брюїнс
- Дмитро Пристай, Чикаго Блек Гокс
- Марті Павелич, Детройт Ред-Вінгс
- Ред Келлі, Детройт Ред-Вінгс
- Том Джонсон, Монреаль Канадієнс
- Джеррі Макніл, Монреаль Канадієнс
- Дуг Гарві, Монреаль Канадієнс
- Данк Фішер, Нью-Йорк Рейнджерс
- Флемінг Маккелл, Торонто Мейпл-Ліфс
- Тод Слоан, Торонто Мейпл-Ліфс

## Завершили кар'єру
- Джонні Квілті, Бостон Брюїнс
- Джон Маріуччі, Чикаго Блек Гокс
- То Блейк, Монреаль Канадієнс
- Браян Гекстолл, Нью-Йорк Рейнджерс
- Філ Вотсон, Нью-Йорк Рейнджерс
- Біллі Тейлор, Нью-Йорк Рейнджерс
- Сіл Еппс, Торонто Мейпл-Ліфс
- Нік Метц, Торонто Мейпл-Ліфс